# Hajnal Anna

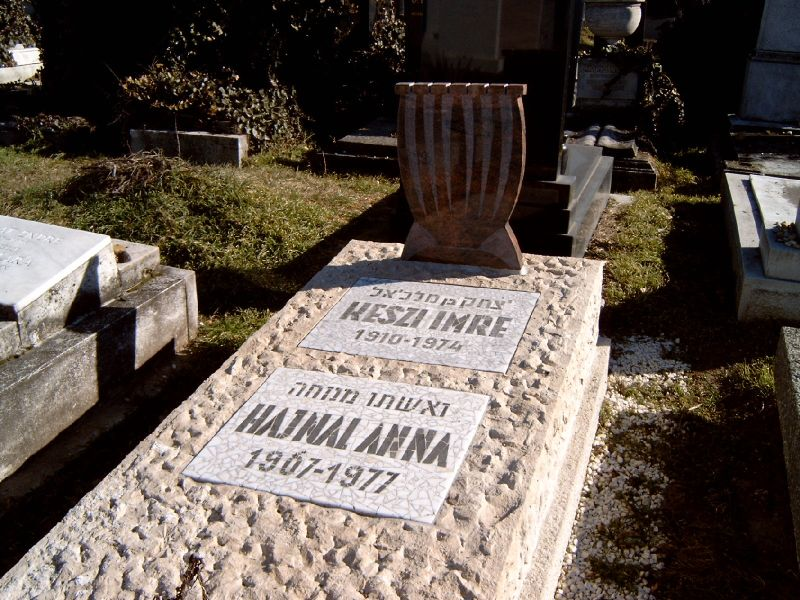
Keszi Imre és Hajnal Anna sírja Budapesten. Kozma utcai izraelita temető: 5B-8-21.

Hajnal Anna (született Holzer Anna, Gyepűfüzes, 1907. február 1. – Budapest, 1977. szeptember 6.) József Attila-díjas (1966) költő, Hajnal Gábor (1912–1987) költő nővére, Keszi Imre (1910–1974) felesége. A Nyugat harmadik nemzedékéhez sorolják. Öccse lánya Kartal Zsuzsa (1947–2011) költő, kritikus.

## Élete
Gyepűfüzesen született Holzer Vilmos (1877–1940) vegyeskereskedő és Trebitsch Rózsa (1886–1958) gyermekeként, izraelita családban. Elemi iskolai tanulmányait Gyepűfüzesen és Pinkafőn végezte, polgári iskolai vizsgáját Szombathelyen szerezte meg. 1926-ban családjával Budapestre, a Wahrmann utcába költözött, ahol magántanításból élt, angol nyelvórákat adott.
Ő és Trencsényi-Waldapfel Imre hozta létre a Tóth Árpád Társaságot, tagjai között olyan kiválóságokkal, mint Weöres Sándor, Radnóti Miklós, Devecseri Gábor, Szerb Antal, Cs. Szabó László, de festők és klasszika-filológusok is részt vettek benne. Összejöveteleiket Hajnal Anna lakásán tartották, ahol felolvasóesteket rendeztek egymás között, művészeti vitákat folytattak.
Verseit az Álláspont és a Pásztortűz című folyóirat közölte.
1933 decemberében először jelent meg verse a Nyugatban, mely ettől kezdve rendszeresen közölte írásait.
Hajnal Anna és Trencsényi-Waldapfel Imre közösen adták ki 1937–38-ban az Argonauták c. folyóiratot, melyben Vészi Endrétől Radnóti Miklósig kortárs költők versei jelentek meg, köztük Hajnal Anna versei is. Ekkor figyelt fel rá Babits Mihály, akit Hajnal Anna mesterének is tekintett.
Hajnal Anna költészetére elsősorban Horatius és Berzsenyi hatott (Himnuszok és énekek, 1938).
Első kötete 1935-ben jelent meg Ébredj fel bennem, álom címmel. A II. világháború után kiadta addigi munkáit Összegyűjtött verseim címmel (1946), majd 1952-ig nem publikált verset.
1937. december 19-én Budapesten házasságot kötött dr. Kramer Imrével, aki Keszi Imreként vált ismert íróvá.
1949-től műfordítói (Burns, Breton, Lear, Blake, Swinburne) és lektori tevékenységet folytatott (Országos Könyvhivatal). 1952-ben jelent meg az Óriások százada című kötete, ettől kezdve folyamatosan írt és adta ki köteteit egészen haláláig. Művei között található gyermekvers, elbeszélés is; több versét a Kaláka együttes és Halász Judit megzenésítve adta elő. Kósa György zeneszerző kórusművet írt Három kórusmű Hajnal Anna verseire címmel.
Vészi Endre így emlékezett rá: „Hajnal Anna egyik legmegbecsültebb és legszeretettebb kortársam. Költészetét és emberszeretetét, tevékeny, aktív emberszeretetét nem lehet szétválasztani. Egész életét a költészet sugallatában és szellemében élte át. Ez volt számára a legfontosabb.”

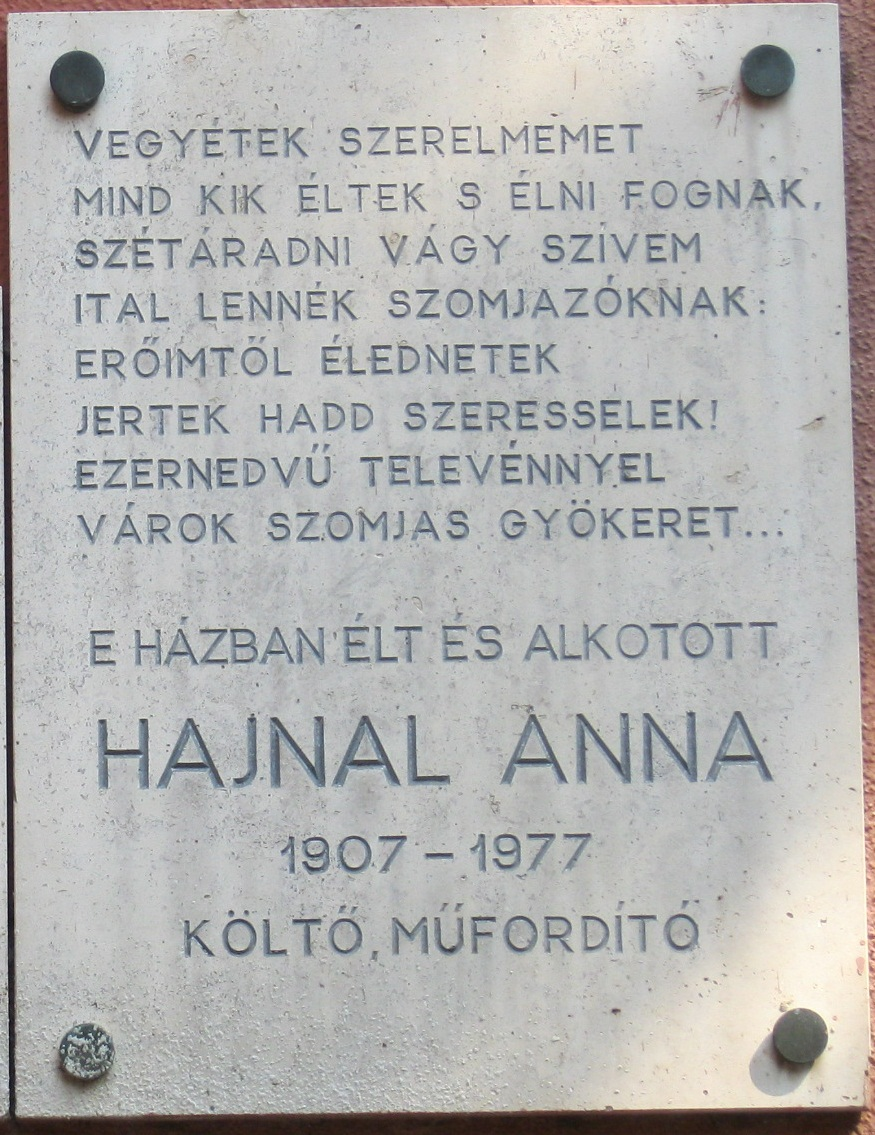
Hajnal Anna emléktáblája Budapest XIV. kerületében, Stefánia út 61.

## Művei
- Ébredj fel bennem, álom (1935)
- Himnuszok és énekek (1938)
- Összegyűjtött verseim (1946)
- Füzes. Gyepüfüzes : elbeszélő költemény (1948)
- Előre kis úttörők – nagy köztársasága. Ifjúsági elbeszélés; ill. Szántó Piroska; Új Idők, Bp., 1948
- Hajnal Anna összegyűjtött versei; Athenaeum, Bp., 1948
- Előre! Kis úttörők nagy köztársasága; ill. Kardos Erzsébet; 2. átdolg. kiad.; Athenaeum, Bp., 1949
- Munkásgyerekek; Athenaeum, Bp., 1950 (Athenaeum)
- Új termés. Fiatal költők antológiája; összeáll. Hajnal Anna; Szépirodalmi, Bp., 1952
- Óriások százada (1952)
- Utószó az ifjúsághoz (1954)
- Eső esik. Kispajtásoknak, úttörőknek; ill. Izsák Magda; Ifjúsági, Bp., 1954
- Madáretető. Versek; ill. Cselényi József; Ifjúsági, Bp., 1956
- Esők, szelek, csillagok (1956)
- Szamárfészek; ill. Reich Károly; Magvető, Bp., 1958
- Olajos korsó. Versek, fordítások; Szépirodalmi, Bp., 1961
- Szertelen nyár (válogatott versek, 1965)
- Mackó óvoda; vers Hajnal Anna, rajz Róna Emy; Minerva, Bp., 1967
- Halászik a róka; vers Hajnal Anna, rajz Kass János; Móra, Bp., 1967
- Kölcsönkenyér : válogatott műfordítások (1968)
- Parti város (1970)
- Csak ennyi? (Összegyűjtött versek) (1971)
- Időjárás jelentés hajóknak : versek (1973)
- Az elefántról meg a fánkról. Versek gyerekeknek; Móra, Bp., 1976
- A náthás medve; vers Hajnal Anna, rajz Reich Károly; Móra, Bp., 1976
- Elhiszed nekem?; Magvető, Bp., 1976
- Ének a síkságon (összegyűjtött versek, 1977)
- Alkonyfény (posztumusz versek) (1978)
- Összegyűjtött művei I-II. (1980)
- "Fű, mely sziklán kél"; utószó Nemes Nagy Ágnes; Alföldi Nyomda, Debrecen, 1983
- A gond akár a szemfedél. Hajnal Anna válogatott versei; vál., szerk., utószó, jegyz. Sőtér István; Kozmosz Könyvek, Bp., 1985 (A magyar irodalom gyöngyszemei)
- Tiszta tiszta tiszta. Hajnal Anna verse Hegyi György táblaképével; Font, Pilisborosjenő, 1992
- Tiszta tiszta tiszta. Hetvenhét vers; vál. Gergely Ágnes, Székely Magda, előszó Bóna Anna, utószó Alföldy Jenő; Múlt és Jövő, Bp., 2006
- "Engem a némaság ajkához vett". Válogatott versek; vál. Bóna Anna, szerk. Erős Kinga; Orpheusz, Bp., 2014

## Emlékezete
- Egykori lakóhelyén, Budapest XIV. kerületében, a Stefánia út 61. szám alatt található emléktáblája (férje emléktáblája mellett).